# Яндієва Тамара Хаважівна
Тамара Хаважівна Яндієва (нар.. 23 липня 1955 року, Караганда, Казахська РСР, СРСР) — радянська і російська актриса, естрадна співачка; Народна артистка Інгушетії (2002 рік), Заслужена артистка Чечено-Інгушетії (1984 рік), Заслужена артистка Північної Осетії (1985 рік), Заслужена артистка Абхазії (1985 рік), Заслужена артистка Російської Федерації.

## Біографія
Народилася 23 липня 1955 року в місті Караганді Казахської РСР. Починала свою роботу в кіно на Північно-осетинської студії. Закінчила Ленінградський державний інститут театру, музики і кінематографії, акторський клас Народного артиста СРСР Василя Меркурьева і радянської актриси, режисера, Заслуженої актриси Чечено-Інгушської АРСР (1978) Ірини Мейєрхольд. Після закінчення навчання, Тамара поїхала в Грозний, де працювала в Чечено-Інгушетському державному драматичному театрі. Події на початку 1990-х років в Чечні змусили Тамару Яндієву переїхати з родиною до Москви.
У 1994 році стала співробітником Культурного центру «Лоам» при Постійному представництві Республіки Інгушетія при Президентові Російської Федерації. У 1998 році закінчила Інститут підвищення кваліфікації працівників телебачення і радіомовлення (вищі режисерські курси). Працює в культурному центрі при представництві Інгушетії в Москві.

### Музична кар'єра
Вперше запам'ятався її вокал у виконанні фольклорної інгушської пісні «Хьо сайран хіта еча» (Коли ти прийдеш до струмка) з Русланом Наурбієвим в складається тоді групі «Лоам» (Гора). Ця пісня миттєво розлетілася по всьому Кавказу, і виконувалася чеченською, кабардинською та російською мовами.
Тамара Яндієва отримала звання Заслужена артистка Російської Федерації в 2010 році, незадовго до ювілейного концерту «30 років творчості», який відбувся в Москві, в Московському міжнародному будинку музики 9 грудня 2010 року. Неодноразово виступала на Днях Москви.
Брала участь у двох Міжнародних кінофестивалях. Працювала педагогом з акторської майстерності в Чечено-Інгушетському державному університеті ім. Л. Н. Толстого. Член Спілки кінематографістів СРСР (Росії) з 1985 року. Член Союзу театральних діячів Російської Федерації. У 1985 році на Всесоюзному фестивалі Чеховської драматургії нагороджена дипломом 1-го ступеня за виконання ролі Наталії Степанівни у водевілі «Пропозиція» з вистави «Ювілей».

### Робота в кіно
Тамара Яндієва знялася в 18 фільмах, з них у 16 зіграла головну роль.

## Дискографія

### Альбоми
- Сахьат (Годинник), 2004
- Малха Іллі (Пісня сонця: Старі Інгушські Пісні 1), 2007
- Лір доага малх (Сяюче сонце: Старі Інгушські Пісні 2), 2011

## Фільмографія
1. 1977—1984 — Вогняні дороги — Рабія
2. 1978 — Гірська новела — Зара
3. 1979 — Бабек — Парвін
4. 1980 — Я ще повернуся — Шахназ
5. 1981 — Рік дракона — Маімхан
6. 1982 — Якщо кохаєш... — Лола
7. 1982 — Дзвін священної кузні — Камачич
8. 1983 — Про дивацтва любові — Мадіна
9. 1984 — І ще одна ніч Шахерезади… — Анора, дочка купця Карабая
10. 1985 — Довге відлуння в горах — Каріма
11. 1986 — Здрастуйте, Гульнора Рахімівна! — Гульнора Рахимівна
12. 1987 — Остання ніч Шахерезади — принцеса Эсмигюль
13. 1987 — Нові казки Шахерезади — принцеса Эсмигюль
14. 1989 — Бенкети Валтасара, або Ніч зі Сталіним — Сарія Лакоба
15. 1989 — Повернення Ходжі Насреддіна — Ханіфа-Тюльпан
16. 1990 — Повернення багдадського злодія
17. 1991 — Чорний принц Аджуба — Шахназ